# Ráp-phờ đập phá
Wreck-it Ralph (tiếng Việt: Ráp-phờ đập phá) là một bộ phim hài hoạt hình vi tính 3D năm 2012 của Mỹ do hãng Walt Disney Animation Studios sản xuất và Walt Disney Pictures phát hành. Đây là bộ phim thứ 52 trong series Walt Disney Animated Classics. Bộ phim được đạo diễn bởi Rich Moore, người đã chỉ đạo các tập phim của The Simpsons và Futurama kịch bản được viết bởi Jennifer Lee và Phil Johnston từ một câu chuyện của Moore, Johnston và Jim Reardon. John Lasseter từng là giám đốc điều hành sản xuất. Bộ phim có sự tham gia lồng tiếng của John C. Reilly, Sarah Silverman, Jack McBrayer, và Jane Lynch. Bộ phim kể về nhân vật phản diện Ralph trong một trò chơi arcade cùng tên, người đứng lên chống lại vai trò "kẻ xấu" của mình với giấc mơ trở thành một anh hùng.
Wreck-It Ralph công chiếu đầu tiên tại Rạp El Capitan vào ngày 29 tháng 10 năm 2012, và công chiếu rộng rãi từ ngày 2 tháng 11. Bộ phim là một thành công cả về mặt chuyên môn lẫn thương mại, thu về 471 triệu đô la trên toàn thế giới so với kinh phí 165 triệu đô la và giành được giải Annie Awards cho hạng mục "Phim hoạt hình xuất sắc nhất", nhận được đề cử Quả Cầu Vàng cũng như Oscars cho hạng mục "Phim hoạt hình xuất sắc nhất". Wreck-It Ralph đã được phát hành trên đĩa Blu-ray và DVD vào ngày 05 Tháng 3 năm 2013.
Đây là phần đầu tiên trong series Wreck-It Ralph. Phần tiếp theo, Wreck-It Ralph 2: Phá đảo thế giới ảo, được phát hành vào ngày 21 tháng 11 năm 2018.

## Nội dung
Khi cửa hàng trò chơi điện tử của Litwak đóng cửa vào ban đêm, các nhân vật trong các trò chơi trở lại bình thường và được tự do di chuyển đến các trò chơi khác thông qua đường dây điện. Ralph, nhân vật phản diện của trò chơi Fix-It Felix Jr., bị tẩy chay vì là nhân vật phản diện của trò chơi, trong khi anh hùng nổi tiếng Felix được khen ngợi và trao huy chương. Vào buổi gặp gỡ giữa các nhân vật phản diện từ các trò chơi, Ralph tiết lộ mong muốn của mình là không muốn tiếp tục làm nhân vật phản diện. Sau khi cư dân của trò chơi loại trừ Ralph khỏi bữa tiệc kỷ niệm lần thứ ba mươi của họ, anh ta bắt đầu kiếm cho mình một huy chương để có được sự tôn trọng của hàng xóm. Anh thấy một nhân vật từ trò chơi Hero's Duty và nghĩ mình sẽ vào trò chơi này để tìm một chiếc huy chương. Trong lúc này anh vô tình làm một con Bọ Máy, kẻ thù của trò chơi thoát ra ngoài. Trong khi đó, với Ralph mất tích, một game thủ báo với chủ cửa hàng trò chơi Fix-It Felix hình như đã bị hỏng. Trò chơi bị hỏng sẽ bị rút điện, các nhân vật của trò chơi sẽ trở thành vô gia cư, vì vậy Felix lên đường đi tìm Ralph.
Ralph rơi vào Sugar Rush, một vương quốc kẹo ngọt với trò chơi đua ô tô. Anh làm rơi mất huy chương vào tay Vanellope von Schweetz, một nhân vật bị lỗi lập trình muốn sử dụng huy chương của anh mua vé tham gia vào một cuộc đua để được có tên trong danh sách các nhân vật của trò chơi. Các tay đua khác, bao gồm cả người cai trị của trò chơi là Vua Kẹo, từ chối không cho Vanellope tham gia, tuyên bố cô không bao giờ được là một phần của trò chơi. Thông cảm cho Vanellope, Ralph giúp làm cho cô một chiếc xe và dạy cô làm thế nào để lái xe. Trong khi đó, Felix vào Hero's Duty và gặp Trung sĩ Calhoun, nhà lãnh đạo không vô nghĩa của trò chơi, người cảnh báo rằng những con Bọ Máy sẽ tiêu diệt bất kỳ trò chơi nào mà chúng xâm nhập. Khi tìm kiếm Ralph và Bọ Máy trong Sugar Rush, Felix bắt đầu có cảm tình với Calhoun, vô tình nhắc cô nhớ đến vị hôn phu quá cố của mình, cô đẩy Felix ra khỏi phi thuyền. Calhoun tìm thấy một ổ trứng Bọ Máy dưới lòng đất, và Felix trở thành tù nhân trong lâu đài của Vua Kẹo.
Tuyệt vọng, Vua Kẹo xâm nhập vào vùng hệ thống của Sugar Rush để lấy huy chương của Ralph và trả cho Ralph, và nói rằng nếu cho Vanellope tham gia cuộc đua sẽ là một thảm họa cho cô ấy và cả trò chơi. Lo sợ cho sự an toàn của Vanellope, Ralph phá hủy xe của Vanellope và trở lại trò chơi của mình, nhưng khi đó tất cả mọi người đã bỏ đi. Ralph sau đó vô tình nhìn thấy hình ảnh của Vanellope bên ngoài thùng máy của Sugar Rush và nhận ra cô ấy là một phần của trò chơi. Ralph trở lại Sugar Rush, cứu Felix và Vanellope, nhờ Felix sửa chữa chiếc xe của Vanellope. Với cuộc đua đang diễn ra, Bọ Máy đang tấn công. Khi Vanellope bắt kịp Vua Kẹo, cô nhận ra ông ta thực ra là Turbo, một nhân vật trong một trò chơi đua xe lỗi thời phá hoại một trò chơi mới hơn vì ghen tuông, gây ra việc cả hai bị rút điện. Vanellope thoát khỏi Turbo, ông ta bị một con Bọ Máy nuốt vào bụng.
Dân chúng chạy trốn khỏi Sugar Rush, nhưng Vanellope không thể đi qua lối ra vì cô ấy vẫn còn lỗi. Calhoun nhận ra rằng trò chơi không thể cứu vãn vì không có ngọn đèn sáng để thu hút và tiêu diệt lũ Bọ Máy. Ralph đi về hướng Diet Coke Mountain, một ngọn núi lửa của trò chơi, nơi anh định để kẹo mentos phía trên miệng núi rơi vào hồ coke nóng phía dưới để gây ra một vụ phun trào như một ngọn đèn sáng tiêu diệt Bọ Máy. Trước khi anh có thể hoàn thành, Turbo biến thành Bọ Máy để tiêu diệt anh, ông ta mang Ralph lên bầu trời rồi thả xuống. Ralph rơi xuống phá vỡ miệng núi, có ý định hi sinh bản thân để cứu trò chơi. Vanellope sử dụng lỗi chập chờn của mình để cứu Ralph, và sự phun trào thu hút Turbo và lũ Bọ Máy dẫn tới sự hủy diệt của chúng. Vanellope vượt qua vạch đích, khôi phục lại bộ nhớ trò chơi và thân phận của cô là công chúa Vanellope, người cai trị của trò chơi và là nhân vật chính. Felix và Ralph trở lại trò chơi của họ và nó được cắm điện trở lại. Calhoun và Felix kết hôn, và các nhân vật của Fix-It Felix, Jr đã dành sự tôn trọng cho Ralph.

## Diễn viên lồng tiếng
- John C. Reilly vai Ralph đập phá, nhân vật phản diện của Fix-It Felix, Jr[7] và là một trong 4 nhân vật chính của bộ phim (Ralph, Felix, Venellope và Calhoun)
- Sarah Silverman vai Vanellope Von Schweetz "nhiễu", một tay đua chập chờn trong Sugar Rush[7]
- Jack McBrayer vai Felix, anh hùng của Fix-It Felix, Jr[7][16]
- Jane Lynch vai Trung sĩ Tamora Jean Calhoun, nhân vật chính của Hero's Duty[7]
- Alan Tudyk vai Vua Kẹo, người cai trị của Sugar Rush / Turbo, ngôi sao cựu tay đua của Turbo Time
- Mindy Kaling vai Taffyta Muttonfudge, một tay đua trong Sugar Rush[17]
- Joe Lo Truglio vai Markowski, một binh sĩ từ Hero's Duty mà Ralph gặp trong quán bar của Tapper, rất sợ bọ
- Ed O'Neill vai Litwak, chủ sở hữu của cửa hàng trò chơi điện tử [17]
- Dennis Haysbert vai General Hologram, một vị tướng trong Hero's Duty
- Adam Carolla vai Wynnchel, một thành viên của đồn cảnh sát Sugar Rush[17]
- Horatio Sanz vai Duncan, một chiếc bánh rán và là một thành viên của đồn cảnh sát Sugar Rush[17]
- Rich Moore vai Bill "Chanh", một viên kẹo chua tay sai của Vua Kẹo[18][19]

Và các diễn viên khác, bao gồm: trong Fix-It Felix, Jr Nicerlanders, Edie McClurg vai Mary, Raymond Persi vai Thị trưởng Gene, Jess Harnell vai Don, Rachael Harris vai Deanna, và Skylar Astin vai Roy; Katie Lowes vai Candlehead, Jamie Elman vai Rancis Fluggerbutter, Josie Trinidad vai Jubileena Bing-Bing, và Cymbre Walk vai Crumbelina DiCaramello, tay đua trong Sugar Rush; Johnston vai Surge Protector, nhân viên an ninh Nhà ga trung tâm trò chơi; Stefanie Scott vai Moppet Girl, một game thủ trẻ, John DiMaggio vai Beard Papa, bảo vệ an ninh tại nhà máy sản xuất kẹo trong Sugar Rush; Raymond Persi vai một Zombie, Brian Kesinger vai một Cyborg (dựa trên Kano từ Mortal Kombat); và Martin Jarvis vai Saitine, một nhân vật phản diện ma quỷ, những người tham dự nhóm ủng hộ Bad-Anon; Tucker Gilmore vai Loa thông báo Sugar Rush; Brandon Scott vai Kohut, một người lính trong Hero's Duty; và Tim Mertens vai Tiến sĩ Brad Scott, một nhà khoa học và là chồng chưa cưới của Calhoun trong Hero's Duty (trong bản phát hành ở Anh Quốc nhân vật này lồng tiếng bởi Nick Grimshaw).
Bộ phim có một số khách mời từ các trò chơi điện tử có thật, bao gồm: Root Beer Tapper (Maurice LaMarche), người phục vụ từ Quán bar của Tapper, Sonic the Hedgehog (Roger Craig Smith); Ryu (Kyle Hebert), Ken Masters (Reuben Langdon), M. Bison (Gerald C. Rivers), và Zangief (Rich Moore) từ Street Fighter, Clyde (Kevin Deters) từ Pac-Man, và Yuni Verse (Jamie Sparer Roberts) từ Dance Dance Revolution. Một nhân vật mô phỏng theo phong cách của nhạc sĩ Skrillex xuất hiện trong Fix-It Felix, Jr với vai trò là DJ tại buổi tiệc kỷ niệm của trò chơi.

## Các vai khách mời và tham khảo
Ngoài các vai có thoại, Wreck-It Ralph sử dụng một số tài liệu tham khảo từ các trò chơi điện tử khác, bao gồm cả ký tự và hình ảnh gây cười. Tại cuộc họp của nhân vật phản diện, ngoài các nhân vật đã đề cập ở trên còn có: Bowser từ Super Mario Bros., Doctor Eggman từ Sonic the Hedgehog, và Neff từ Altered Beast.
Các nhân vật từ Q*bert, bao gồm Q*bert, Coily, Slick, Sam, và Ugg, được diễn tả như nhân vật "vô gia cư" và sau đó được gia nhập vào trò chơi của Ralph và Felix (Q*bert cũng nói với Felix tại một số thời điểm bằng cách sử dụng chữ ký tổng hợp sai ngữ pháp và ký hiệu bong bóng từ trò chơi của mình, được gọi là Q*bert-ese). Cảnh trong Nhà ga trung tâm trò chơi và Quán bar Tapper bao gồm Chun-Li, Cammy, và Blanka từ Street Fighter, Pac-Man, Blinky, Pinky, Inky và từ Pac-Man, Paperboy từ Paperboy, hai mái chèo và bóng từ Pong, Dig Dug, một Pooka và Fygar từ Dig Dug, Qix từ Qix, Frogger từ Frogger, và Peter Pepper từ BurgerTime. Ngoài ra, Lara Croft và Mario cũng được đề cập trong một số phân cảnh.
Các cư dân của Nicerland và người phục vụ trong  Quán bar Tapper là hoạt hình sử dụng chuyển động giật giật mà làm cho người xem cảm thấy sự hạn chế của các video game thế hệ cũ với đồ họa 8 và 16-bit. Vua Kẹo sử dụng Mã Konami trên một bộ điều khiển NES để truy cập vào vùng hệ thống của Sugar Rush. Trong Nhà ga trung tâm trò chơi là các bức graffiti bao gồm "Aerith sống động" (lấy ý tưởng từ nhân vật Aerith Gainsborough của Final Fantasy VII). "Tất cả các nền tảng của họ là thuộc về chúng ta" (một cụm từ Engrish phổ biến từ trò chơi Zero Wing), "Sheng Long đã ở đây" (tham khảo một trò đùa Cá tháng Tư xung quanh nhân vật hư cấu Sheng Long từ Street Fighter), và "Jenkins" (Leeroy Jenkins từ World of Warcraft). Ngoài ra còn có một vài thứ liên quan đến loạt Metal Gear mà Ralph tìm thấy khi đang tìm kiếm huy chương tại quán Tapper, đầu tiên là tìm thấy một Siêu nấm từ Super Mario Bros., và sau đó là "dấu chấm than" từ Metal Gear (với các hiệu ứng âm thanh tương ứng từ các trò chơi). Ông Litwak mặc áo sơ mi màu đen và trắng sọc của trọng tài, một cách tôn trọng cho bộ trang phục mang tính biểu tượng của Walter Day, người sáng lập Twin Galaxies. Một trong những bài hát trong phần cuối phim là một tác phẩm gốc từ Buckner & Garcia, trước đây nổi tiếng với vài trò là bài hát chủ đề của các trò chơi vào những năm 1980..

## Quá trình sản xuất

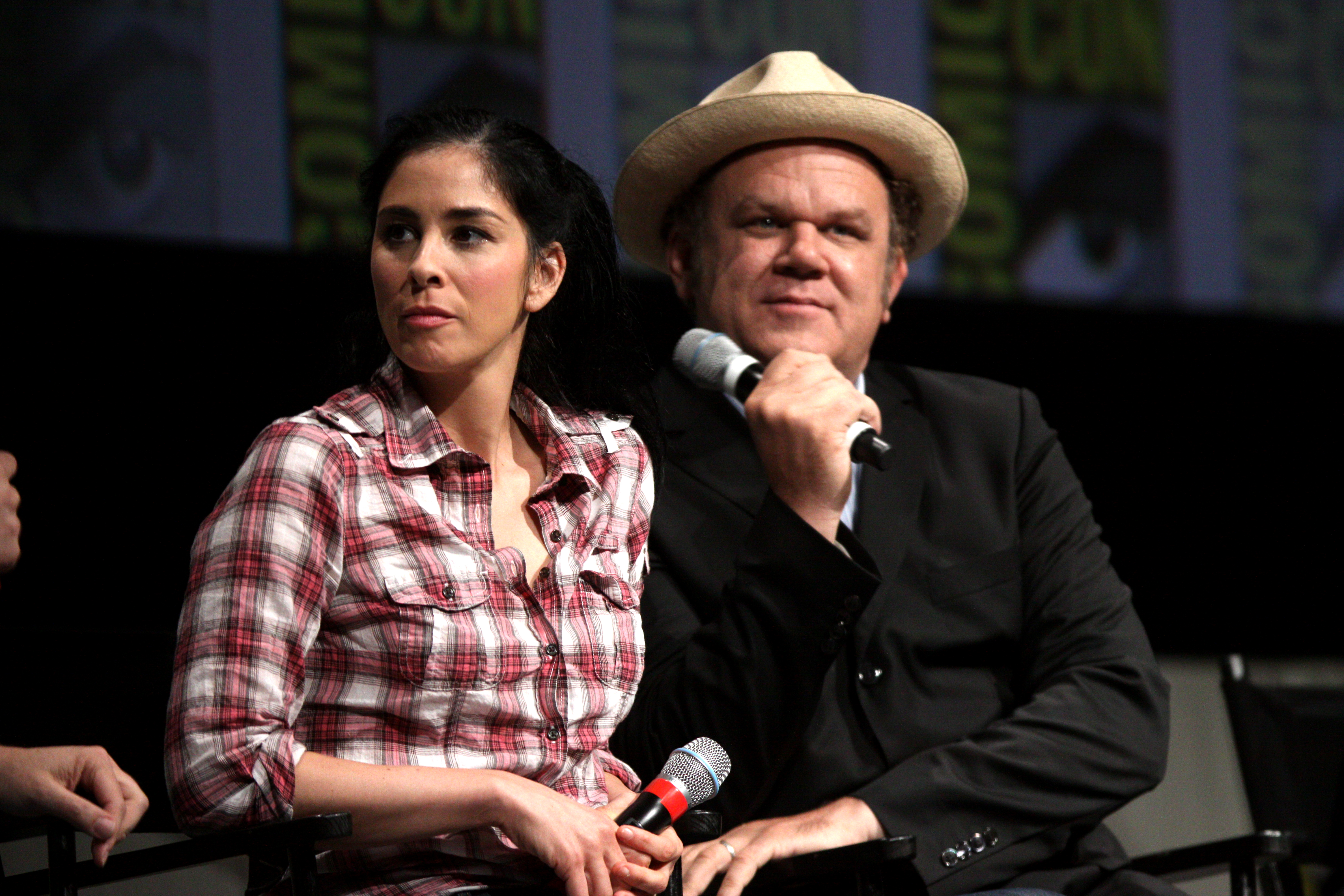
Sarah Silverman và John C. Reilly giới thiệu Wreck-It Ralph tại 2012 San Diego Comic-Con International

Ý tưởng về Wreck-It Ralph lần đầu tiên được phát triển tại Disney trong cuối những năm 1980, dưới tên High Score. Kể từ đó, bộ phim đã được xây dựng và xem xét lại nhiều lần: Vào cuối những năm 1990, dự án đổi tên thành Joe Jump, sau đó vào những năm 2000 là Reboot Ralph.
John Lasseter, người đứng đầu Walt Disney Animation Studios và điều hành sản xuất của bộ phim, mô tả Wreck-It Ralph là "một kẻ xấu từ một máy chơi game 8-bit đi một chặn đường dài để chứng minh rằng anh ấy là một chàng trai tốt". Một cách tương tự như Who Framed Roger Rabbit và những bộ phim Toy Story, Wreck-It Ralph đặc biệt có sự xuất hiện của các khách mời đến từ các trò chơi có thật. Ví dụ, một cảnh trong phim cho thấy Ralph tham gia một nhóm ủng hộ các nhân vật phản diện khác nhau của các trò chơi, bao gồm Clyde từ Pac-Man, bác sĩ Eggman từ Sonic the Hedgehog, và Bowser từ Super Mario Bros.. Rich Moore, đạo diễn của bộ phim, đã xác định rằng đối với một bộ phim về thế giới trò chơi điện tử mà muốn cho nó thực tế, " thì nó phải có nhân vật từ trò chơi thực sự tồn tại trong đó". Tuy nhiên, Moore tránh tạo ra các bộ phim xung quanh các nhân vật hiện tại, Moore cho rằng "có rất nhiều câu chuyện và đồ đạc gắn liền với nhân vật đó mà tôi cảm thấy một ai đó sẽ phải thất vọng vì sẽ rất dài dòng", và cho rằng đây là lý do tại sao bộ phim dựa trên nhượng quyền thương mại của các trò chơi điện tử mà không sử dụng quá sâu vào chúng. Thay vào đó, tập trung vào Ralph, phát triển nhân vật mới đại diện cho điện tử 8-bit là "gần giống như là cách tân", đem lại cho họ sự tự do để có thể phát triển các nhân vật ở hướng mới.
Trước khi sản xuất, các nhân vật hiện tại đã được thêm vào những câu chuyện, hoặc ở những nơi mà họ sẽ có ý nghĩa để xuất hiện, hoặc các khách mời từ một danh sách các nhân vật được đề xuất bởi đội ngũ sáng tạo của bộ phim, với việc xem xét nếu hợp pháp sẽ có thể sử dụng các nhân vật đó. Công ty sau đó đã tìm ra người giữ bản quyền với mục đích xin phép sử dụng các nhân vật, cũng như làm việc với các công ty để đảm bảo nhân vật của họ đã được sử dụng công khai. Trong trường hợp của Nintendo, các tác giả đã sớm hình dung ra cuộc họp Bad-anon với Bowser là một nhân vật chính trong phân cảnh; theo Moore, Nintendo đã rất nhiệt tình đối với việc sử dụng này, trong đó nêu theo cách của Moore, "nếu có một nhóm được dành riêng để ủng hộ các nhân vật phản diện trong các trò chơi video, thì Bowser phải có trong nhóm đó!". Nintendo đã yêu cầu các nhà sản xuất cố gắng đưa ra một cảnh thích hợp tương tự cho Mario để đưa nhân vật của mình lên đó. Mặc dù họ có thể sử dụng nhân vật, nhưng các nhà sản xuất không thể tìm thấy một cảnh thích hợp cho Mario bởi đây là một nhân vật nếu xuất hiện có thể sẽ lấy đi đáng kể sự chú ý cho các nhân vật chính, và họ chọn không để nhân vật này lên phim. Moore vạch trần một tin đồn rằng nhân vật Mario và anh trai Luigi không lên phim được vì Nintendo yêu cầu tiền bản quyền quá cao, đạo diễn này nói rằng các tin đồn ban đầu là một trò đùa của John C. Reilly làm tại Comic-Con. Tiến sĩ Wily từ trò chơi Mega Man đã xuất hiện, nhưng đã bị cắt trong phiên bản cuối cùng của bộ phim. Nhìn chung, có khoảng 188 nhân vật trong bộ phim.
Bản thảo kịch bản của phim là Ralph và Vanellope dành thời gian đi khắp nơi trong thế giới trò chơi để thu thập các đồng xu cho cô tham gia vòng đua Sugar Rush, và đôi khi bao gồm chuyến du lịch của cặp đôi Felix. Trong những cảnh này, Ralph sẽ nói dối về mối quan hệ vừa chớm nở của Felix với Calhoun, cuối cùng Ralph trở nên chán nản và từ bỏ nhiệm vụ của mình để lấy lại được huy chương. Vào lúc này, trò chơi thứ tư xuất hiện, Extreme Easy Living 2, sẽ được giới thiệu và được coi là một "nơi của chủ nghĩa khoái lạc" kết hợp giữa bản chất của The Sims và các khía cạnh ở trò chơi khách quan hơn của Grand Theft Auto, theo Moore. Ralph sẽ đến đó để, chìm đắm trong tâm tư của mình, và sẽ tìm được hạnh phúc bằng cách đạt được nút "Like It" để có thể được chấp nhận ở nơi này. Moore nói rằng rất khó để xem xét trò chơi mới này, họ nhận thấy rằng nếu được giới thiệu vào nửa cuối của bộ phim sẽ là một điều quá khó khăn để người xem tiếp nhận. Họ tiếp tục gặp khó khăn để làm thế nào tạo ra một trò chơi có thể tạo sự giải trí cho khán giả, và mặc dù được coi là trò chơi được chạy trên máy tính xách tay của Litwak, nó quá phức tạp cho hành trình của Ralph.
Nghiên cứu các phân cảnh Sugar Rush của bộ phim, nhóm phát triển đã đi tới triển lãm ISM Cologne, nhà máy sản xuất kẹo See's Cady, và các cơ sở sản xuất khác. Nhóm cũng tham khảo các nhiếp ảnh gia thực phẩm, sử dụng kinh nghiệm chuyên môn để làm cho thực phẩm xuất hiện hấp dẫn hơn. Các hiệu ứng đặc biệt, bao gồm từ "khói, bụi" có vẻ riêng biệt trong từng phân đoạn.

## Phát hành

Disney quảng bá phim tại hội nghị E3 2012 bằng việc sử dụng một mô hình máy chơi game.

Bộ phim ban đầu dự kiến sẽ phát hành vào ngày 22 tháng 3 năm 2013, nhưng sau đó được thay đổi vào ngày 2 tháng 11 năm 2012 vì đã hoàn thành trước thời hạn. Khi phát hành tại rạp, bộ phim được chiếu mở màn bằng phim hoạt hình ngắn từng đoạt giải Oscars của Disney, Paperman.

### Chiến dịch quảng bá
Đoạn trailer đầu tiên cho Wreck-It Ralph đã được phát hành vào ngày 06 tháng 6 năm 2012, chiếu kèm với Madagascar 3: Europe's Most Wanted và Rock of Age. Việc này diễn ra cùng lúc với Electronic Entertainment Expo 2012, Disney đã xây dựng máy chơi game Flex-It Felix, Jr hư cấu trên màn hình hiển thị trên sàn trình diễn.
Disney cũng phát hành một phiên bản trò chơi Fix-It Felix, Jr trên nền trình duyệt, cũng như các phiên bản cho iOS và Android, với các phiên bản online dựa trên Sugar Rush và Hero's Duty. Trailer thứ hai cho bộ phim được phát hành vào ngày 12 Tháng 9 năm 2012, chiếu kèm với Finding Nemo 3D và Frankenweenie.
Để quảng bá việc phát hành Blu-ray/DVD của Wreck-It Ralph, đạo diễn Rich Moore đã sản xuất một bộ phim ngắn có tựa đề Garlan Hulse: Where Potential Lives.

### Phương tiện gia đình
Wreck-It Ralph đã được phát hành trên đĩa Blu-ray Disc (2D và 3D) và DVD tại Bắc Mỹ vào ngày 05 tháng 3 năm 2013 bởi Walt Disney Studios Home Entertainment. Bộ phim đã được bán dưới dạng tải kĩ thuật số tại một số khu vực nhất định vào ngày 12 tháng 2 năm 2013.

## Đón nhận

### Doanh thu phòng vé
Wreck-It Ralph đã thu về 189,422,889 USD tại Bắc Mỹ, và 281,800,000 USD ở các nước khác, tổng doanh trên toàn thế giới của bộ phim là 471,222,889 USD. Đây là bộ phim có doanh thu cao thứ 14 phát hành trong năm 2012, bộ phim hoạt hình có doanh thu cao thứ 4 phát hành trong năm 2012.
Tại Bắc Mỹ, phim ra mắt với 13.500.000 USD, một con số trên mức trung bình cho một bộ phim hoạt hình phát hành vào tháng 11. Trong tuần đầu công chiếu, bộ phim đứng đầu doanh thu phòng vé với $ 49 triệu USD, điều này làm cho Wreck-it Ralph trở thành bộ phim có doanh thu mở màn cao nhất của hãng Walt Disney Animation Studios cho đến năm 2013, khi bị vượt qua bởi bộ phim Frozen (67.400.000 USD).
Bên ngoài Bắc Mỹ, Wreck-It Ralph thu được 12.000.000 vào cuối tuần đầu tiên từ 6 thị trường. Trong số tất cả các thị trường, ba thị trường lớn nhất được ghi nhận là Anh, Ireland và Malta (7.150.000 USD), Brazil (5.320.000 USD), Nga các nước SNG (5.270.000 USD). Trong tổng số doanh thu, ba thị trường lớn nhất là Anh, Ireland và Malta (36.200.000 USD), Nhật Bản (29.600.000 USD), và Úc (24.000.000 USD).

### Đánh giá chuyên môn
Wreck-It Ralph nhận được đánh giá tích cực từ các nhà phê bình. Trang tổng hợp kết quả đánh giá Rotten Tomatoes thống kê rằng có 86% các nhà phê bình cho bộ phim nhận xét tích cực từ 163 bài đánh giá, với điểm số trung bình là 7,4/10. Các trang phê bình đồng thuận: "không kém phần thú vị để cho trẻ em lẫn cha mẹ tham khảo". Wreck-It Ralph là một câu chuyện mạch lạc, một cuộc phiêu lưu đầy màu sắc được xây dựng trên các chủ đề quen thuộc với ký ức tuổi thơ của mỗi người. Trên trang Metacritic, bộ phim được gán mức bình thường trong số 100 đánh giá hàng đầu từ các nhà phê bình, điểm trung bình là 72 dựa trên 36 bài đánh giá, chỉ ra "nói chung thuận lợi". Bộ phim giành được điểm "A" từ khán giả được hỏi bởi trang CinemaScore.

## Giải thưởng
| Giải thưởng                       | Giải thưởng                                                                                | Giải thưởng                                                                           | Giải thưởng |
| Giải thưởng                       | Hạng mục                                                                                   | Đề cử và người nhận                                                                   | Kết quả     |
| --------------------------------- | ------------------------------------------------------------------------------------------ | ------------------------------------------------------------------------------------- | ----------- |
| Oscars                            | Phim hoạt hình xuất sắc nhất                                                               | Rich Moore                                                                            | Đề cử       |
| Annie Awards                      | Phim hoạt hình xuất sắc nhất                                                               |                                                                                       | Đoạt giải   |
| Annie Awards                      | Phim hoạt hình có hiệu ứng hình ảnh xuất sắc nhất                                          | Brett Albert                                                                          | Đề cử       |
| Annie Awards                      | Phim hoạt hình hiết kế nhân vật xuất sắc nhất                                              | Bill Schwab, Lorelay Bove, Cory Loftis, Minkyu Lee                                    | Đề cử       |
| Annie Awards                      | Đạo diễn xuất sắc nhất                                                                     | Rich Moore                                                                            | Đoạt giải   |
| Annie Awards                      | Nhạc phim hay nhất                                                                         | Henry Jackman, Skrillex, Adam Young, Matthew Thiessen, Jamie Houston, Yasushi Akimoto | Đoạt giải   |
| Annie Awards                      | Storyboarding in an Animated Feature Production                                            | Leo Matsuda                                                                           | Đề cử       |
| Annie Awards                      | Storyboarding in an Animated Feature Production                                            | Lissa Treiman                                                                         | Đề cử       |
| Annie Awards                      | Diễn viên lồng tiếng xuất sắc nhất                                                         | Alan Tudyk                                                                            | Đoạt giải   |
| Annie Awards                      | Kịch bản xuất sắc nhất                                                                     | Phil Johnston, Jennifer Lee                                                           | Đoạt giải   |
| Annie Awards                      | Biên tập xuất sắc nhất                                                                     | Tim Mertens                                                                           | Đề cử       |
| Chicago Film Critics Association  | Phim hoạt hình xuất sắc nhất                                                               |                                                                                       | Đề cử       |
| Critics' Choice Movie Awards      | Phim hoạt hình xuất sắc nhất                                                               |                                                                                       | Đoạt giải   |
| Quả Cầu Vàng                      | Phim hoạt hình xuất sắc nhất                                                               |                                                                                       | Đề cử       |
| Golden Reel Awards                | Biên tập âm thanh tốt nhất: Hiệu ứng âm thanh, Foley, Lời thoạii và ADR cho phim hoạt hình |                                                                                       | Đoạt giải   |
| Golden Trailer Awards             | Phim hoạt hình/Phim gia đình xuất sắc nhất                                                 | "Dreams"                                                                              | Đoạt giải   |
| IGN's Best of 2012 Awards         | Phim xuất sắc nhất                                                                         |                                                                                       | Đề cử       |
| IGN's Best of 2012 Awards         | Phim hoạt hình xuất sắc nhất                                                               |                                                                                       | Đoạt giải   |
| IGN's Best of 2012 Awards         | IGN People's Choice Award cho Phim hoạt hình xuất sắc nhất                                 |                                                                                       | Đoạt giải   |
| IGN's Best of 2012 Awards         | Phim 3D xuất sắc nhất                                                                      |                                                                                       | Đề cử       |
| IGN's Best of 2012 Awards         | Áp phích phim xuất sắc nhất                                                                |                                                                                       | Đề cử       |
| National Board of Review Awards   | Phim hoạt hình xuất sắc nhất                                                               |                                                                                       | Đoạt giải   |
| Nickelodeon Kids Choice Awards    | Phim hoạt hình được yêu thích nhất                                                         |                                                                                       | Đoạt giải   |
| Online Film Critics Society Award | Phim hoạt hình xuất sắc nhất                                                               |                                                                                       | Đề cử       |
| Producers Guild of America Award  | Phim hoạt hình xuất sắc nhất                                                               | Clark Spencer                                                                         | Đoạt giải   |
| Satellite Awards                  | Best Animated or Mixed Media Feature                                                       | Rich Moore                                                                            | Đề cử       |
| Saturn Awards                     | Phim hoạt hình xuất sắc nhất                                                               | Rich Moore                                                                            | Đề cử       |
| Visual Effects Society            | Phim hoạt hình nổi bật nhất                                                                | Sean Jenkins, Scott Kersavage, Rich Moore, Clark Spencer                              | Đề cử       |
| Visual Effects Society            | Nhân vật phim hoạt hình nổi bậtnhất                                                        | John Kahwaty, Suzan Kim, Michelle Robinson, Tony Smeed (for Vanellope)                | Đề cử       |

## Nhạc phim
Nhạc nền của bộ phim được sáng tác bởi Henry Jackman. Bộ phim cũng sử dụng một số bài hát gốc của Owl City, AKB48, Skrillex và Buckner & Garcia.

### Danh sách bài hát
Tất cả nhạc phẩm được soạn bởi Henry Jackman (ngoại trừ các bài từ 1–6).
| STT              | Nhan đề                                              | Sáng tác                                 | Artist           | Thời lượng |
| ---------------- | ---------------------------------------------------- | ---------------------------------------- | ---------------- | ---------- |
| 1.               | "When Can I See You Again?"                          | Adam Young, Matt Thiessen, and Brian Lee | Owl City         | 3:38       |
| 2.               | "Wreck-It, Wreck-It Ralph"                           | Jamie Houston                            | Buckner & Garcia | 2:59       |
| 3.               | "Celebration"                                        |                                          | Kool & the Gang  | 3:40       |
| 4.               | "Sugar Rush"                                         | Yasushi Akimoto and Jamie Houston        | AKB48            | 3:14       |
| 5.               | "Bug Hunt (Noisia Remix)" (featuring John C. Reilly) | Skrillex                                 | Skrillex         | 7:04       |
| 6.               | "Shut Up and Drive"                                  |                                          | Rihanna          | 3:32       |
| 7.               | "Wreck-It Ralph"                                     |                                          |                  | 1:33       |
| 8.               | "Life in the Arcade"                                 |                                          |                  | 0:43       |
| 9.               | "Jumping Ship"                                       |                                          |                  | 1:06       |
| 10.              | "Rocket Fiasco"                                      |                                          |                  | 5:48       |
| 11.              | "Vanellope von Schweetz"                             |                                          |                  | 2:57       |
| 12.              | "Royal Raceway"                                      |                                          |                  | 3:23       |
| 13.              | "Cupcake Breakout"                                   |                                          |                  | 1:12       |
| 14.              | "Candy Vandals"                                      |                                          |                  | 1:39       |
| 15.              | "Turbo Flashback"                                    |                                          |                  | 1:42       |
| 16.              | "Laffy Taffies"                                      |                                          |                  | 1:35       |
| 17.              | "One Minute to Win It"                               |                                          |                  | 1:17       |
| 18.              | "Vanellope's Hideout"                                |                                          |                  | 2:33       |
| 19.              | "Messing with the Program"                           |                                          |                  | 1:20       |
| 20.              | "King Candy"                                         |                                          |                  | 2:11       |
| 21.              | "Broken-Karted"                                      |                                          |                  | 2:49       |
| 22.              | "Out of the Penthouse, Off to the Race"              |                                          |                  | 2:51       |
| 23.              | "Sugar Rush Showdown"                                |                                          |                  | 4:15       |
| 24.              | "You're My Hero"                                     |                                          |                  | 4:16       |
| 25.              | "Arcade Finale"                                      |                                          |                  | 3:19       |
| Tổng thời lượng: | Tổng thời lượng:                                     | Tổng thời lượng:                         | Tổng thời lượng: | 70:36      |

## Trò chơi
Ngoài các phiên bản Flash của trò chơi Fix-It Felix, Jr trên nền trình duyệt, Disney đã phát hành tựa game Wreck-it Ralph dành cho Wii, Nintendo 3DS, và Nintendo DS. Trò chơi được sản xuất như sự hợp tác giữa Disney Interactive và Activision và có nội dung như là một "câu chuyện mở rộng" của bộ phim. Diễn ra sau các sự kiện của bộ phim, người chơi có thể vào vai Ralph hoặc Felix. Cấp độ trò chơi được dựa trên các địa điểm trong phim như Fix-It Felix, Jr, Hero's Duty, và Sugar Rush cũng như Nhà ga trung tâm trò chơi. Trò chơi được phát hành cùng lúc với bộ phim, tháng 11 năm 2012.
Trong tháng 10 năm 2012, Disney phát hành phiên bản trò chơi trên nền trình duyệt với các trò chơi Hero's Duty và Sugar Rush trên trang chủ chính thức của bộ phim. Một trò chơi trên điện thoại di động mang tên Wreck-it Ralph được phát hành vào tháng 11 năm 2012 cho hai hệ điều hành iOS và Android, và một phiên bản cho Windows Phone 8 gần một năm sau đó. Ban đầu, các trò chơi bao gồm ba mini-game, Fix-it Felix, Jr, Hero's Duty và Sweet Climber, sau này được bổ sung thêm Turbo Time và Flight Command.
Ralph cũng xuất hiện trong Sega's Sonic & All-Stars Racing Transformed với vai trò vai khách mời nhưng có thể điều khiển được..Ralph và Vanellope cũng xuất hiện trong Disney Infinity; Disney Store bắt đầu bán ra mô hình nhân vật Disney Infinity của Ralph và Vanellope vào ngày 07 Tháng 1 năm 2014. Một combo "toy box pack" của hai nhân vật với đĩa tùy biến Sugar Rush cũng được phát hành ngày 1 tháng 4 năm 2014 trên Disney Store.

## Phần tiếp theo
Trong một cuộc phỏng vấn ngày 25 tháng 10 năm 2012, đạo diễn Rich Moore nói rằng ông và Disney có những ý tưởng về một phần tiếp theo có thể sẽ có thêm nhiều nhân vật mới và sẽ mở rộng sang cả game trực tuyến và các game console. Moore cũng nói rằng ông có kế hoạch đem cả Mario và Tron lên phần tiếp theo. Trong một cuộc phỏng vấn năm 2014, nhà soạn nhạc của bộ phim Henry Jackman nói rằng một câu chuyện cho phần tiếp theo của phim đang được viết.